# Нортерн-Рокіс
Регіональний округ Нортерн-Рокіс (англ. Northern Rockies) — регіональний округ в Канаді, у провінції Британська Колумбія.

## Населення
За даними перепису 2016 року, регіональний округ нараховував 5393 жителів, показавши скорочення на 3,3%, порівняно з 2011-м роком. Середня густина населення становила 0,1 осіб/км².
З офіційних мов обидвома одночасно володіли 135 жителів, тільки англійською — 5 230, а 20 — жодною з них. Усього 475 осіб вважали рідною мовою не одну з офіційних, з них 150 — одну з корінних мов.
Працездатне населення становило 73,1% усього населення, рівень безробіття — 15,1% (17,1% серед чоловіків та 12,3% серед жінок). 87,2% були найманими працівниками, 11,1% — самозайнятими.
Середній дохід на особу становив $56 643 (медіана $42 955), при цьому для чоловіків — $71 301, а для жінок $39 644 (медіани — $59 546 та $30 992 відповідно).
31% мешканців мали закінчену шкільну освіту, не мали закінченої шкільної освіти — 26,9%, 42,2% мали післяшкільну освіту, з яких 18,5% мали диплом бакалавра, або вищий, 25 осіб мали вчений ступінь.
| Статево-вікова структура населення | Статево-вікова структура населення | Статево-вікова структура населення | Статево-вікова структура населення | Статево-вікова структура населення |
| ---------------------------------- | ---------------------------------- | ---------------------------------- | ---------------------------------- | ---------------------------------- |
|                                    |                                    |                                    |                                    |                                    |
| Всього                             | Всього                             | 52,9%47,1%                         |                                    |                                    |
| 0 — 14 років                       | 0 — 14 років                       |                                    | 20,8%                              | 20,8%                              |
| 15 — 64 років                      | 15 — 64 років                      |                                    | 72,2%                              | 72,2%                              |
| 65 і більше                        | 65 і більше                        |                                    | 7%                                 | 7%                                 |
| 85 і більше                        | 85 і більше                        |                                    | 0,4%                               | 0,4%                               |
| 100 і більше                       | 100 і більше                       |                                    | 0,1%                               | 0,1%                               |
| Середній вік (років)               | Середній вік (років)               | 35,835,6                           | 35,7                               | 35,7                               |
| Медіана (років)                    | Медіана (років)                    | 35,535,7                           | 35,6                               | 35,6                               |
| — чоловіки — жінки                 |                                    |                                    |                                    |                                    |

| Походження мешканців:     | Походження мешканців:     | Походження мешканців: | Походження мешканців: | Походження мешканців: |
| ------------------------- | ------------------------- | --------------------- | --------------------- | --------------------- |
| Походження                |                           |                       | осіб                  | %                     |
| Корінні американці        | Корінні американці        |                       | 1 390                 | 26.25%                |
| Інше північноамериканське | Інше північноамериканське |                       | 1 875                 | 35.41%                |
| Європейське               | Європейське               |                       | 3 235                 | 61.1%                 |
| британське                | британське                |                       | 2 365                 | 44.66%                |
| французьке                | французьке                |                       | 480                   | 9.07%                 |
| українське                | українське                |                       | 360                   | 6.8%                  |
| Карибське                 | Карибське                 |                       | 35                    | 0.66%                 |
| Латинськоамериканське     | Латинськоамериканське     |                       | 10                    | 0.19%                 |
| Азійське                  | Азійське                  |                       | 315                   | 5.95%                 |
| Океанійське               | Океанійське               |                       | 10                    | 0.19%                 |

| Зайнятість населення за галузями (за класифікацією NOC): | Зайнятість населення за галузями (за класифікацією NOC): | Зайнятість населення за галузями (за класифікацією NOC): | Зайнятість населення за галузями (за класифікацією NOC): | Зайнятість населення за галузями (за класифікацією NOC): |
| -------------------------------------------------------- | -------------------------------------------------------- | -------------------------------------------------------- | -------------------------------------------------------- | -------------------------------------------------------- |
|                                                          |                                                          |                                                          |                                                          |                                                          |
| Управління                                               | Управління                                               |                                                          | 10,7%                                                    | 10,7%                                                    |
| Бізнес, фінанси та адміністрування                       | Бізнес, фінанси та адміністрування                       |                                                          | 12,8%                                                    | 12,8%                                                    |
| Природничі та прикладні науки                            | Природничі та прикладні науки                            |                                                          | 4,3%                                                     | 4,3%                                                     |
| Охорона здоров'я                                         | Охорона здоров'я                                         |                                                          | 3,2%                                                     | 3,2%                                                     |
| Освіта, правозахист, муніципальні та урядові служби      | Освіта, правозахист, муніципальні та урядові служби      |                                                          | 10,8%                                                    | 10,8%                                                    |
| Мистецтво, культура, відпочинок та спорт                 | Мистецтво, культура, відпочинок та спорт                 |                                                          | 1,5%                                                     | 1,5%                                                     |
| Роздрібна торгівля та послуги                            | Роздрібна торгівля та послуги                            |                                                          | 21,7%                                                    | 21,7%                                                    |
| Гуртова торгівля, транспорт та обладнання                | Гуртова торгівля, транспорт та обладнання                |                                                          | 25,8%                                                    | 25,8%                                                    |
| Природні ресурси, сільське господарство                  | Природні ресурси, сільське господарство                  |                                                          | 3,2%                                                     | 3,2%                                                     |
| Виробництво                                              | Виробництво                                              |                                                          | 5,5%                                                     | 5,5%                                                     |

## Населені пункти
До складу регіонального округу входять муніципалітет Нортерн-Рокіс, індіанські резервації Канта 3, Форт-Нельсон 2, Фантас 1, Профет-Рівер 4, а також хутори, інші малі населені пункти та розосереджені поселення.

## Клімат
Середня річна температура становить -0,6°C, середня максимальна – 19,3°C, а середня мінімальна – -23,3°C. Середня річна кількість опадів – 561 мм.
| Клімат поселення                              | Клімат поселення | Клімат поселення | Клімат поселення | Клімат поселення | Клімат поселення | Клімат поселення | Клімат поселення | Клімат поселення | Клімат поселення | Клімат поселення | Клімат поселення | Клімат поселення | Клімат поселення |
| Показник                                      | Січ.             | Лют.             | Бер.             | Квіт.            | Трав.            | Черв.            | Лип.             | Серп.            | Вер.             | Жовт.            | Лист.            | Груд.            |                  |
| Середній максимум, °C                         | −11,23           | −6,99            | −1,99            | 6,64             | 13,31            | 18,27            | 19,28            | 17,73            | 12,68            | 5,84             | −5,27            | −10,08           |                  |
| Середня температура, °C                       | −17,27           | −13,04           | −8,04            | 0,59             | 7,26             | 12,23            | 14,52            | 12,94            | 7,91             | 1,07             | −10,03           | −14,86           |                  |
| Середній мінімум, °C                          | −23,32           | −19,07           | −14,08           | −5,46            | 1,21             | 6,20             | 9,73             | 8,18             | 3,14             | −3,71            | −14,81           | −19,62           |                  |
| Норма опадів, мм                              | 23               | 19               | 20               | 21               | 61               | 88               | 116              | 82               | 49               | 39               | 25               | 18               |                  |
| Середньомісячна швидкість вітру, м/с          | 1.24             | 1.48             | 1.97             | 2.14             | 2.34             | 2.20             | 2.03             | 1.92             | 1.94             | 1.82             | 1.46             | 1.23             |                  |
| Середньомісячна сонячна радіація, кДж/м²·день | 1576             | 4401             | 9680             | 15478            | 19025            | 20773            | 19363            | 15505            | 9810             | 4749             | 1970             | 988              |                  |
| --------------------------------------------- | ---------------- | ---------------- | ---------------- | ---------------- | ---------------- | ---------------- | ---------------- | ---------------- | ---------------- | ---------------- | ---------------- | ---------------- | ---------------- |
| Джерело:                                      |                  |                  |                  |                  |                  |                  |                  |                  |                  |                  |                  |                  |                  |